# Equipo 57
L'Equipo 57 (París, 1957- Ginebra, 1966) fou un col·lectiu d'artistes fundat a París i integrat per José Duarte (Còrdova, 1928 - Madrid, 2017), Ángel Duarte (Aldeanueva del Camino, Càceres, 1930 - Sion, Suissa, 2007), Juan Serrano Muñoz (Còrdova 1929), Juan Cuenca Montilla (Puente Genil, Còrdova 1934) i Agustín Ibarrola (Bilbao 1930), entre d'altres.
Va sorgir el 1957 quan van redactar el seu primer manifest. Per algunes de les seves activitats i exposicions van comptar amb la col·laboració d'altres membres. A partir del 1961 va començar una lenta dissolució, en ser empresonat Ibarrola per la seva militància comunista i traslladar-se Ángel Duarte a viure a Suïssa. A més havien anat sorgint diferències polítiques i estètiques entre ells.
Malgrat tot, fins al 1963 van continuar signant obres conjuntament, i el 1966 clausuraren oficialment la seva etapa col·lectiva per continuar treballant individualment com arquitectes (Juan Cuenca i Juan Serrano) o artistes. Els viatges per França i Dinamarca el 1957-58 complementaren el seu coneixement del disseny i l'arquitectura contemporànies, en els quals ja havien estat iniciats per l'arquitecte Rafael de la Hoz i l'escultor Jorge Oteiza. La concentració en l'estructura i el sistema de muntatge com a elements essencials en el disseny de mobiliari, la sinceritat constructiva i l'adaptació anatòmica són característiques de la seva obra, juntament amb l'ús combinat de la fusta, el metall i els tèxtils, el joc amb els colors i la valoració formal dels elements constructius.
Darrere de les seves invencions hi ha un seriós procés d'investigació i d'experimentació formal i tècnica. La seva producció és escassa, només una vintena de mobles importants a partir dels quals crearen diverses variants. Poden considerar-se pioners en la defensa de l'estètica heretada del Moviment modern i del disseny industrial, un terme que va començar a introduir-se a Espanya a mitjans dels anys cinquanta i que ells contribuïren a definir i assentar. Entre els seus dissenys cal destacar una sèrie de llums de suspensió (1962).